# Monogenea

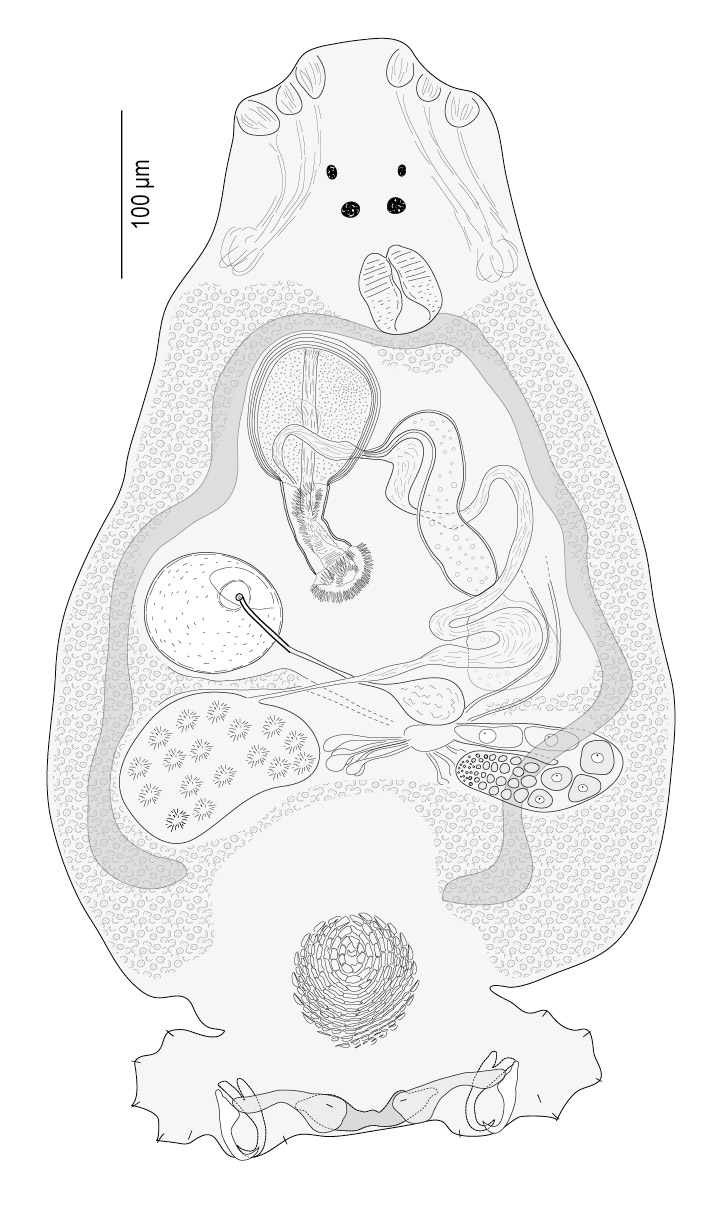
Echinoplectanum laeve, parasita das brânquias de peixes marinhos.

Monogenea é uma classe de vermes do filo Platyhelminthes, maioritariamente ectoparasitas de organismos aquáticos, que atacam principalmente peixes e anfíbios. São comuns na pele, barbatanas, guelras e brânquias dos peixes e menos comuns na bexiga e no recto de alguns vertebrados ectotérmicos. Considerados durante largo tempo como uma ordem da classe Trematoda, foram separados, entre outros motivos, por apresentarem um ciclo de vida com um único hospedeiro, enquanto que os Digenea (a ordem principal dos tremátodos) apresentam de dois a quatro. Estima-se que existam cerca de 25 000 espécies de Monogenea.

## Descrição
Os membros do agrupamento Monogenea são ectoparasitas de organismos aquáticos (principalmente de peixes, nos quais vivem sobre as brânquias, as barbatanas e por vezes na cavidade bucal), com algumas notáveis excepções, já que algumas espécies ocorrem na bexiga urinária de certos anfíbios (Polystomatidae), e uma espécie (Oculotrema hippopotami) parasita os olhos dos hipopótamos.
Apresentam um corpo alongado e plano, na maior parte dos casos de dimensões muito pequenas, de 30 μm a 6 mm de comprimento, embora algumas espécies atinjam os 2 cm a 3 cm de comprimento. Apresentam um órgão característico de fixação na região posterior do corpo, muito especializado, provido de ganchos esclerotizados e, em muitas espécies, também de ventosas, designado por haptores.
Estes órgãos de fixação, cuja presença diferencia os Monogenea dos restantes Platyhelminthes, são denominados prohaptor (ou gancho anterior), quando localizados na região anterior do corpo, ou opistohaptor (ou gancho posterior) quando na parte posterior. Servem para fixar o organismo ao hospedeiro.
Em muitas espécies, na região anterior do corpo para além dos órgãos de fixação (os prohaptores) existem formações granulares, ventosas e glândulas cefálicas que libertam uma secreção pegajosa.
O opistohaptor é geralmente simétrico em relação ao eixo longitudinal do corpo, mas pode ser assimétrico no caso de parasitas em que a larva se fixa nas brânquias do hospedeiro. Consiste num disco grande, muscular, que pode ser total ou parcialmente dividido em ventosas. A presença de ganchos e septos é importante para a classificação taxonómica. O prohaptor é uma estrutura de fixação auxiliar, localizado em torno da boca, que pode ter associado depressões, ventosas ou discos.
A maioria das espécies, apresentam no estado larvar dois ou quatro olhos do tipo rabdomérico, similares aos dos Turbellaria e às larvas dos Digenea (tremátodos), que podem ser perdidos na transição para o estado adulto.
O aparelho digestivo é muito simples, com uma faringe musculosa e glandular, que constitui um órgão sugador, e um intestino dividido em dois ramos cegos (isto é sem saída).
O aparelho reprodutor masculino apresenta em geral um único testículo, compacto ou folicular. Algumas espécies apresentam múltiplos testículos. O canal deferente desemboca num órgão copulador, frequentemente complexo e com esclerificações, que em algumas espécies inclui um pénis com ganchos. Nalguns raros casos (entre os Diplozoidae por exemplo), os espermatozoides não são flagelados.
O aparelho reprodutor feminino apresenta sempre um único ovário, acompanhado das estruturas anatómicas típicas dos platelmintas (ootipo, glândulas vitelogénicas e útero). As glândulas vitelogénicas são em geral muito desenvolvidas, com excepção de algumas espécies vivíparas. A vagina, quando existe, abre-se sobre uma das faces do corpos, em geral sobre uma das faces lateral. Algumas espécies apresentam uma vagina desdobrada.
A forma dos órgão copuladores  (especialmente entre os Monopisthocotylea) é um marcador de especiação correntemente utilizado na identificação das espécies.
Os ovos são produzidos isoladamente. Apresentam em geral filamentos polares, de comprimento variável. Algumas espécies, embora tal estratégia seja pouco frequente, afixam os ovos às brânquias do hospedeiro.
O ciclo de vida dos Monogenea é directo (ovo, larva, adulto), envolvendo apenas uma espécie hospedeira (daí o nome Monogenea), não necessitando de vectores entre hospedeiros. Alguns grupos, tais como o género Gyrodactylus, afastam-se desta tendência.
O género Gyrodactylus é um caso particular, já que é vivíparo e pratica a poliembrionia, com um único indivíduos a transportar consigo diversas gerações prontas a serem libertadas no ambiente..

## Biologia
Os Monogenea conhecidos são maioritariamente hermafroditas, mas é muito frequente a fecundação cruzada, já que na maioria dos casos são incapazes de autofecundação. Em algumas espécies sem vagina a fecundação faz-se por uma espécie de impregnação hipodérmica, nalguns casos com o esperma a penetrar pelas feridas causadas pelos ganchos espinhosos do pénis.
Na espécie Diplozoon paradoxum ocorre uma situação de fusão, a única conhecida no reino animal, na qual os indivíduos chegam a fundir-se por completo através dos seus ductos genitais.
A maioria das espécies são ovíparas, libertando ovos que apresentam com frequência um filamento pegajoso para se fixar ao substrato ou ao hospedeiro. Os ovos eclodem rapidamente (na ordem de alguns dias) para dar origem a larvas ciliadas, capazes de procurar activamente os hospedeiros.
Algumas espécies são ovovivíparas, nas quais no momento da postura o ovo já contém a larva infestante, o oncomiracídio (denominada antigamente giractiloide), típica dos Monogenea, cuja morfologia lembra, de modo superficial, um protozoário ciliado. As larvas das espécies ovovivíparas fazem vida aquática livre até se fixarem ao hospedeiro.
O ciclo biológico é simples, directo e monoxeno (com um único hospedeiro), com três fases essenciais distintas: ovo, oncomiracídio e adulto. Uma vez fixada, em geral sobre as brânquias, a larva sofre metamorfose e transforma-se num adulto. Os adultos tendem a fixar-se sobre as extremidades das brânquias, o que facilita a dispersão dos ovos.
O adulto liberta os ovos no meio aquático, onde eclodem em forma de oncomiracídio, que nada activamente em busca de um hospedeiro definitivo, no qual penetram (no caso dos peixes) de forma passiva através da câmara branquial ou fixando-se primeiro na pele e migrando de seguida para as brânquias. No caso das espécies que parasitam anfíbios, as larvas oncomiracídio penetram pela cloaca e alojam-se na bexiga urinária.
Os principais hospedeiros das diferentes espécies de Monogenea são crustáceos, cefalópodes, elasmobrânquios, condrósteos, teleósteos, urodelos, anuros e quelónios. Uma espécie (Oculotrema hippopotami) parasita os olhos do hipopótamo.

## Filogenia e sistemática
O agrupamento taxonómico Monogenea (os monogéneos) têm sido considerados por alguns autores como um grupo situado entre os Trematoda e Cestoda, sem que haja uma classificação considerada como consensual. Presentemente, o agrupamento Monogenea, como proposto por Julius Victor Carus em 1863 e estruturado por Boris E. Bychowsky em 1937, é considerado uma classe.
Neste contexto, a tendência é considerar que a classe Monogenea está subdividida em dois grandes grupos, no caso consideradas como subclasses:
- Monopisthocotylea  (monopistocotíleos) — com opistohaptor único, geralmente com maior patogenicidade para os hospedeiros;
- Polyopisthocotylea (poliopistocotíleos) — com opistohaptores múltiplos, hematófagos.

Contudo, também esta subdivisão não é consensual, havendo grupos taxonómicos conflituantes cuja atribuição a uma das subclasses é difícil de atribuir. Apesar de serem conhecidas sinapomorfias para as duas subclasses, não é conhecida nenhuma para os Monogenea como um todo. Para além disso, a informação filogenética molecular e morfológica tende a produzir resultados contraditórios, levando alguns autores a questionarem a monofilia dos Monogenea.

## Importância económica
Não são conhecidos membros do agrupamento Monogenea que parasitem os humanos, mas algumas espécie causam grandes perdas económicas ao atacar espécies de peixes de interesse comercial.
Espécies dos géneros Dactylogryus e Gyrodactylus são parasitas de peixes criados em instalações de piscicultura, ocasionando infestações massivas que causam o debilitamento e morte dos peixes afectados. Em consequência, estes organismos são um grave problema em pisciculturas.